# 白头树
白头树（学名：Garuga forrestii）是橄榄科嘉榄属的植物，是中国的特有植物。分布在中国大陆的云南、四川等地，生长于海拔900米至2,400米的地区，多生长于红河河谷和山谷杂木林中，目前尚未由人工引种栽培。